# بنیاد نما و آوای هلند

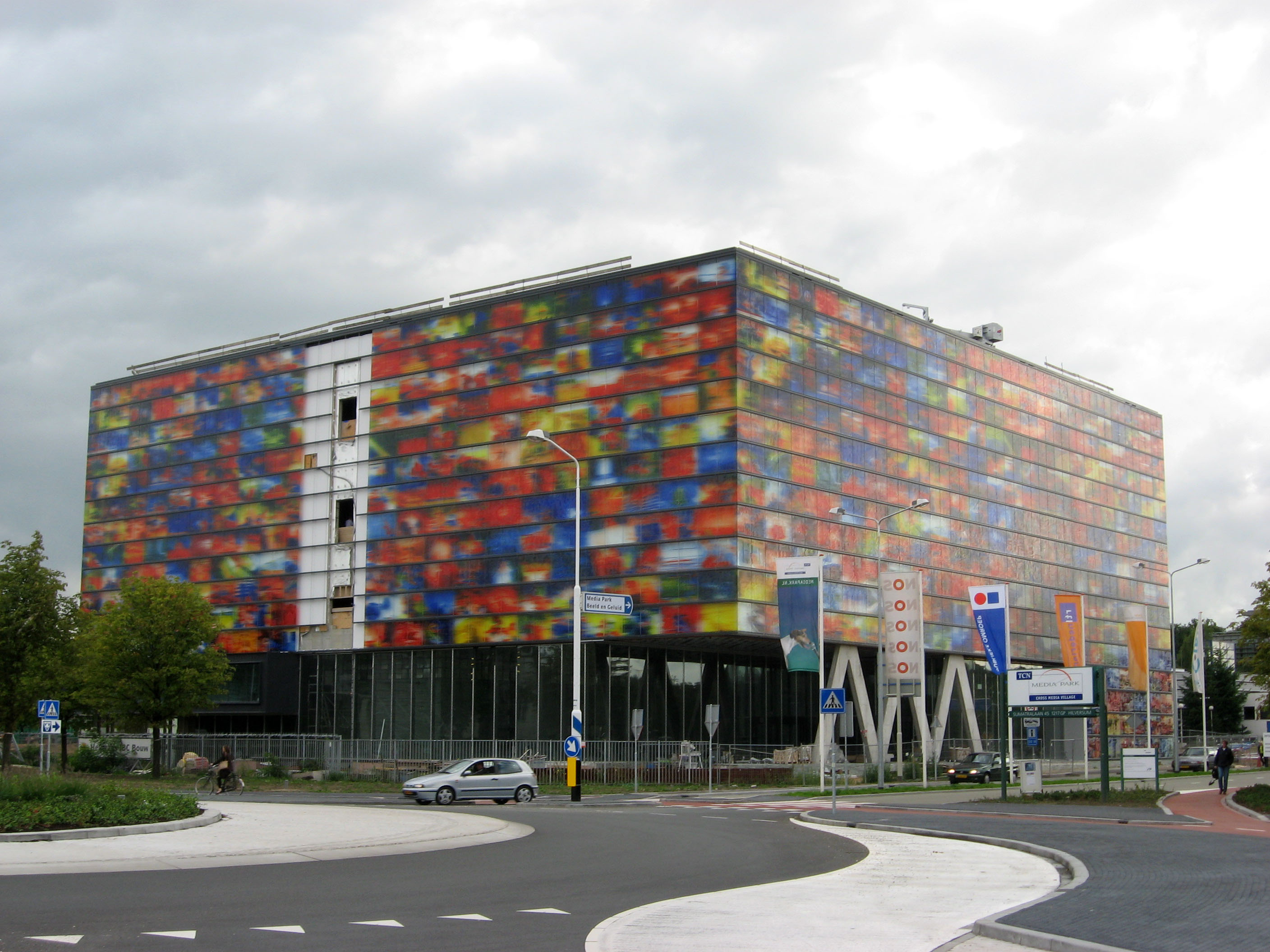
بنیاد نما و آوای هلند در شهر هیلفرسوم

بنیاد نما و آوای هلند (به هلندی: Nederlands Instituut voor Beeld en Geluid) یکی از بزرگ‌ترین بایگانی‌های شنیداری و دیداری در اروپا است که در شهر هیلفرسوم در هلند واقع شده‌است.
«بنیاد نما و آوای هلند» حدود هفتاد درصد از منابع دیداری و شنیداری هلند را در خود جای داده‌است. این بنیاد دارای یک موزه نیز هست.